# Джаны-Джол (Аксыйский район)
Джаны-Джол (кирг. Жаңы-Жол) — село Аксыйского района, Джалал-Абадской области Кыргызстана. Административный центр Джаны-Джольского аильного округа.
Расположено вдоль реки Мал-Калдына (Малкалды) у её впадения в р. Кара-Суу, нижний приток Нарына на высоте 850 м над уровнем моря. Находится в 50 км южнее города Кербен и 40 км от железнодорожной станции Джалал-Абад.

## Население
По состоянию на начало 2021 года население составляло 3 033 жителя (в 2009 году было 2 644 чел.).
Абсолютное большинство жителей составляют кыргызы-мусульмане . Есть русские, узбеки и др.

## Демография
| Годы                  | 2007 | 2009  | 2021  |
| --------------------- | ---- | ----- | ----- |
| Численность населения | 1875 | 2 644 | 3 033 |

Население, в основном, работает в сельском хозяйстве, развито животноводство. В окрестностях имеется несколько летних пастбищ для разведения домашних животных.

## История
Ранее называлось село Малкалды. С 1943 по 1958 годы село было административным центром Джангыжолского района, который в 1991 году был переименован в Аксыйский район.
До 1990 года входило в состав Ошской области.
В селе имеется современная двухэтажная средняя школа, детский сад, дом культуры, аптека, больница и поликлиника. Установлен памятник погибшим в годы Великой Отечественной войны.

## Известные уроженцы
- Сыдыков, Матен — советский хозяйственный, государственный и политический деятель.